# 條紋白甲魚
條紋白甲魚（学名：Onychostoma virgulatum）為輻鰭魚綱鯉形目鲤科白甲魚屬的其中一種。分布於亞洲中國秋浦江流域，體長可達14.6公分，棲息在河川底中層水域，生活習性不明。

## 扩展阅读
維基物種上的相關：條紋白甲魚